# Zweiter Vicksburg-Feldzug
Grand Gulf – Snyders Bluff –  Port Gibson – Raymond – Jackson – Champion Hill – Big Black – Millikens Bend – Goodrich Landing – Helena – Vicksburg
Der zweite Vicksburg-Feldzug war eine militärische Operation vom 29. März bis 4. Juli 1863 während des Amerikanischen Bürgerkrieges auf dem westlichen Kriegsschauplatz, die beiderseits des Mississippi in den Bundesstaaten Mississippi, Arkansas und Louisiana stattfand. Ziel des Feldzuges war die Eroberung der Stadt Vicksburg in Mississippi, um dadurch den Mississippi militärisch und wirtschaftlich uneingeschränkt für die Union nutzen zu können. Der Tennessee-Armee unter Generalmajor Ulysses S. Grant gelang es nach einer Serie von Marschbewegungen, Gefechten und Schlachten die Stadt einzunehmen.

## Vorgeschichte
US-Präsident Abraham Lincoln war davon überzeugt, dass die Festungsstadt Vicksburg der Schlüssel zum Sieg im amerikanischen Bürgerkrieg war. Vicksburg und Port Hudson in Louisiana waren die letzten Bollwerke der Konföderation, die die vollständige Kontrolle des Mississippi durch die Union verhinderten. Gegen Angriffe vom Fluss her war die Stadt nahezu unverwundbar, was Admiral Farragut bei den fehlgeschlagenen Operationen im Mai 1862 und Generalmajor Grant während des ersten Vicksburg-Feldzugs im Winter 1862/63 festgestellt hatten.
Obwohl Lincoln weiter sein Vertrauen in Grant setzte, erlaubte er dem Kriegsministerium Charles A. Dana, einen der stellvertretenden Kriegsminister, als Sonderbeauftragten zur Tennessee-Armee zu entsenden, um die vermeintliche Erfolglosigkeit Grants verbunden mit Vorwürfen der Alkoholabhängigkeit zu untersuchen.
Für die Konföderation war Vicksburg das Scharnier, mit dem die westlichen Teile der Konföderation mit dem Hauptgebiet verbunden waren. Der Verlust der Stadt bedeutete nicht nur den Wegfall der sicheren Verbindung mit dem Westen, sondern auch der Kontrolle des Verkehrs auf dem Mississippi und den Verlust großer Teile des Bundesstaates Mississippi.

### Die Oberbefehlshaber und Kommandeure
Die Hauptakteure auf Seiten der Union waren Generalmajor Grant, Oberbefehlshaber der Tennessee-Armee und die Generalmajore Sherman, McClernand und McPherson als Kommandierende Generale.

Oberbefehlshaber und Kommandierende Generale der Union
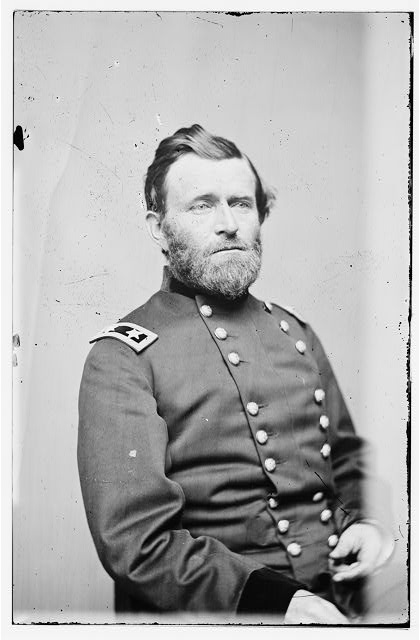
Generalmajor Ulysses S. Grant
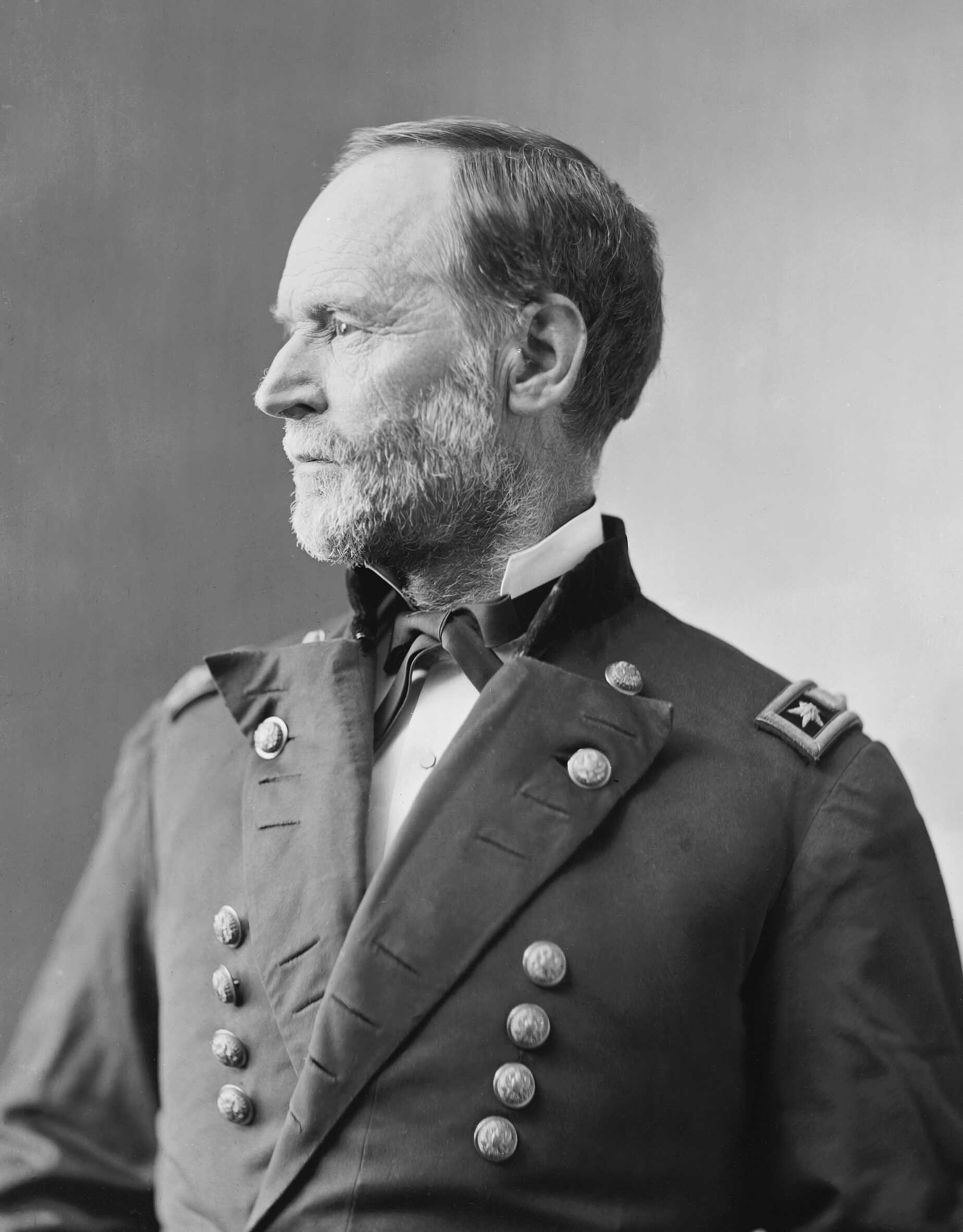
Generalmajor William T. Sherman
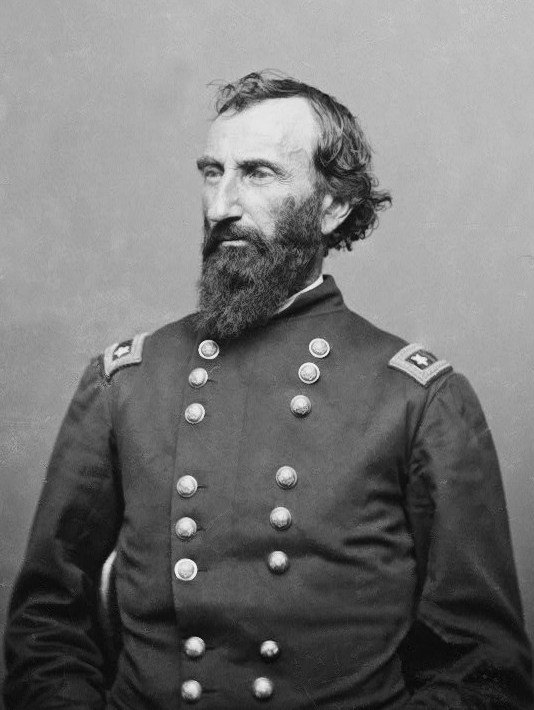
Generalmajor John A. McClernand
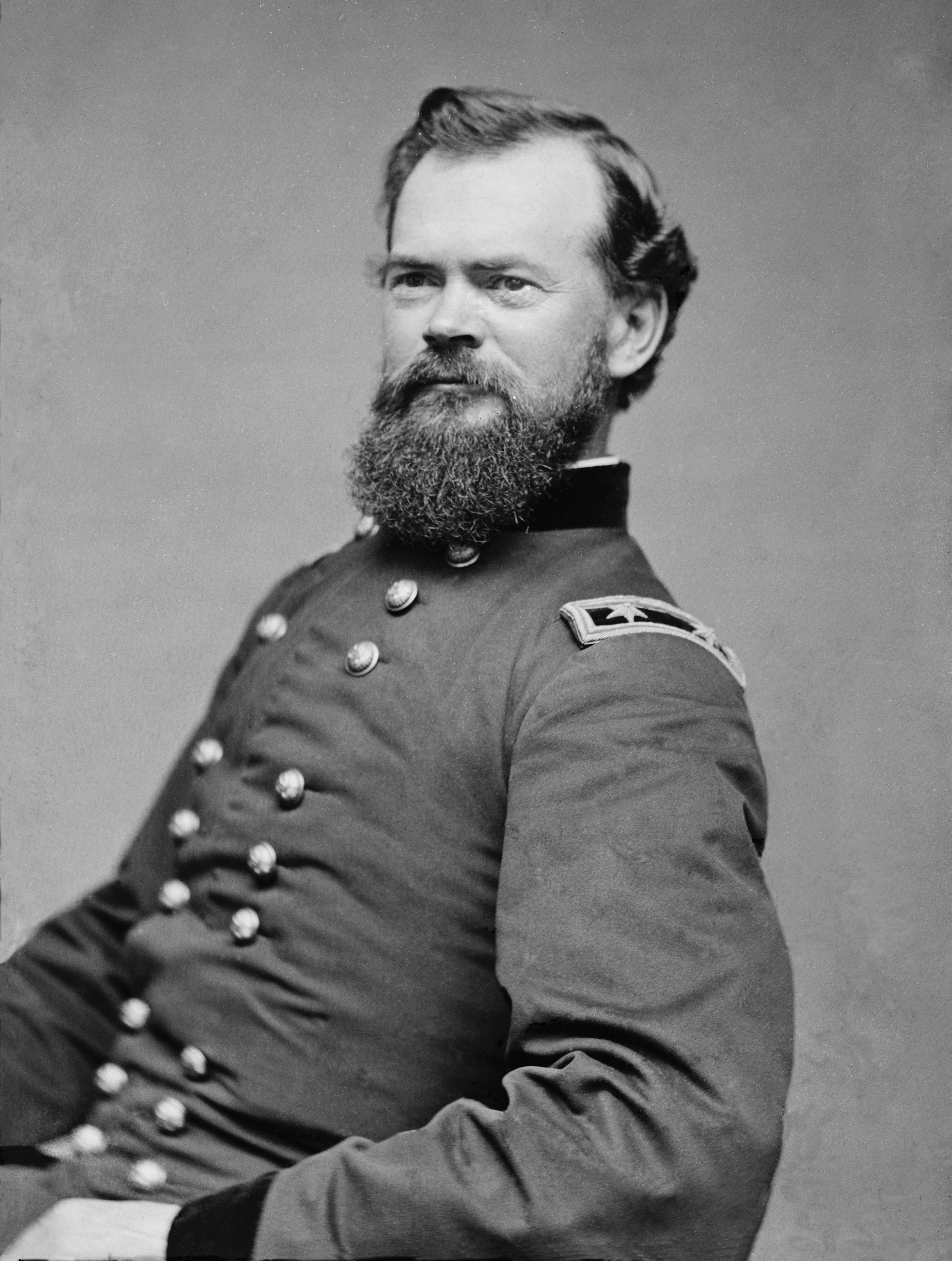
Generalmajor James B. McPherson

Die Überprüfung der Tennessee-Armee verlief aus Sicht Lincolns und Grants außerordentlich zufriedenstellend. Der Sonderbeauftragte Dana lobte Grant in seinen Berichten als „keinen großen Mann außer seiner Moral“ und als „keinen originellen oder brillanten Menschen, aber ehrlichen, bedachtsamen und scharfsinnigen Mann, der mit einer nie schwankenden Zuversicht versehen ist“.
Die Befehlshaber der Konföderation waren General Joseph E. Johnston, Befehlshaber West, Generalleutnant John C. Pemberton, Oberbefehlshaber des Wehrbereichs Mississippi und Ost-Louisiana und Brigadegeneral John Stevens Bowen als Divisionskommandeur Pembertons. Pemberton hatte in seinem Wehrbereich eigens zur Verteidigung von Vicksburg am 7. Dezember 1862 die Mississippi-Armee aufgestellt, deren Kommandeur er ebenfalls war. Brigadegeneral John Gregg führte eine verstärkte Brigade der Johnston direkt unterstellten Truppen während der Verteidigung von Jackson.

Oberbefehlshaber und Kommandeure der Konföderation
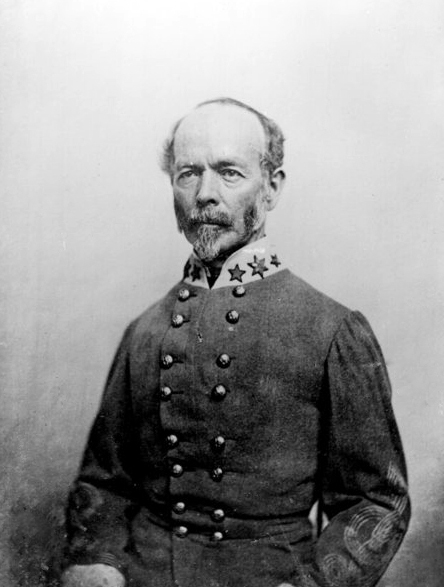
General Joseph E. Johnston
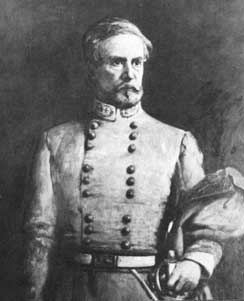
Generalleutnant John C. Pemberton
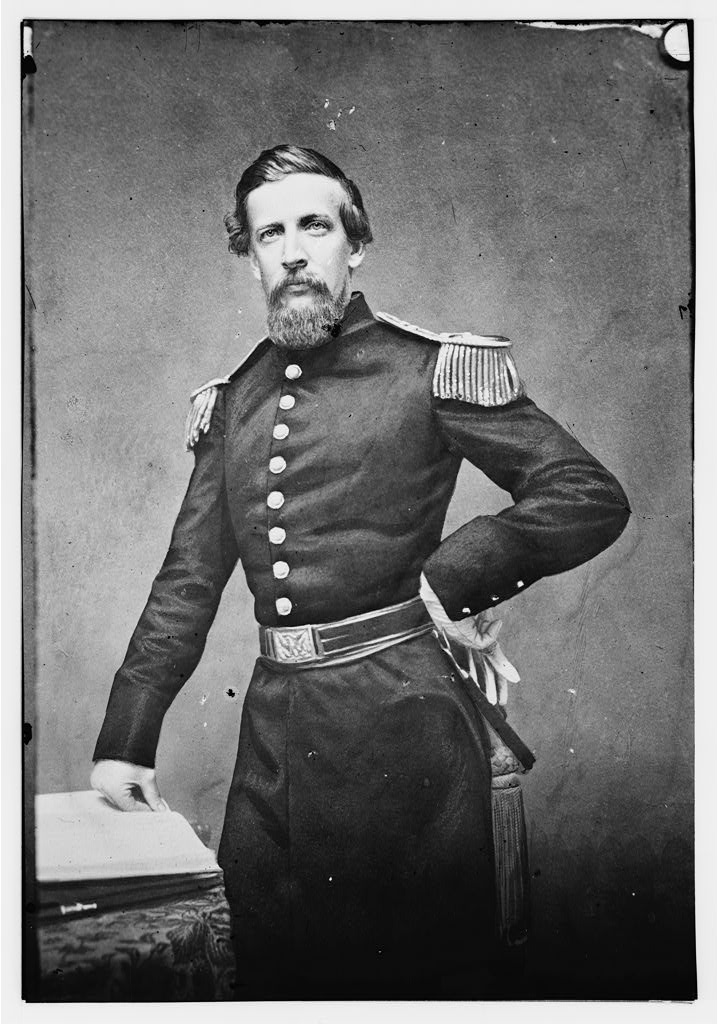
Brigadegeneral John S. Bowen
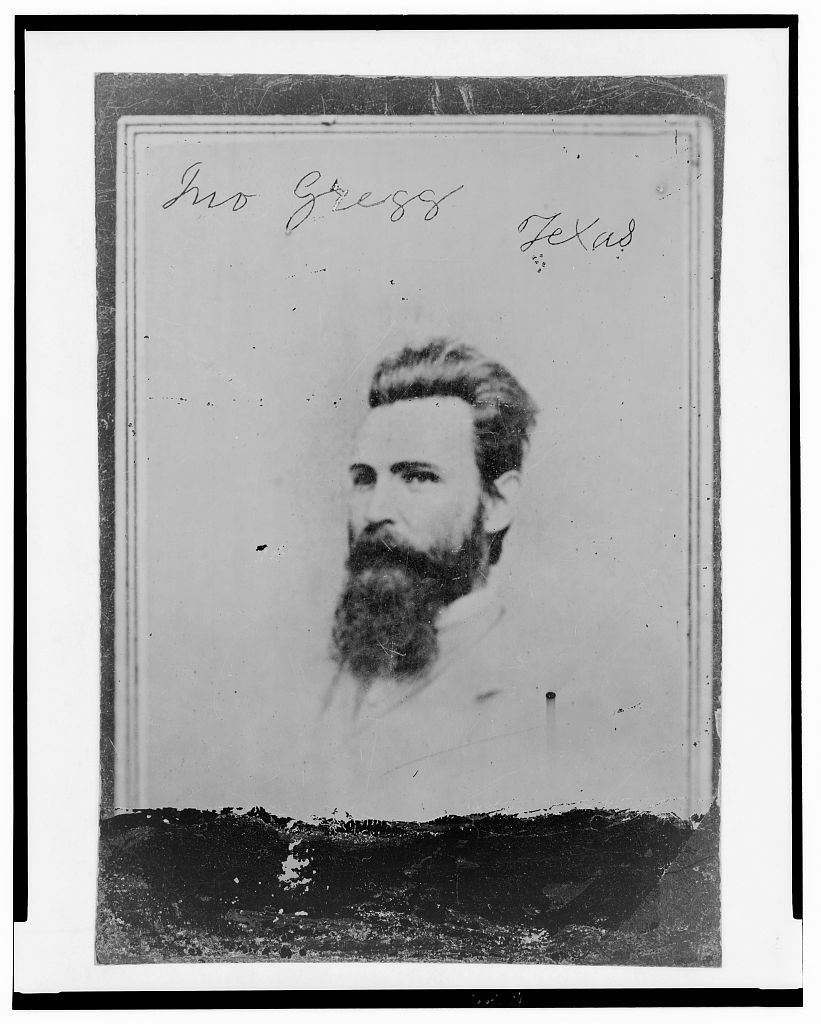
Brigadegeneral John Gregg

### Gelände und Operationsplan

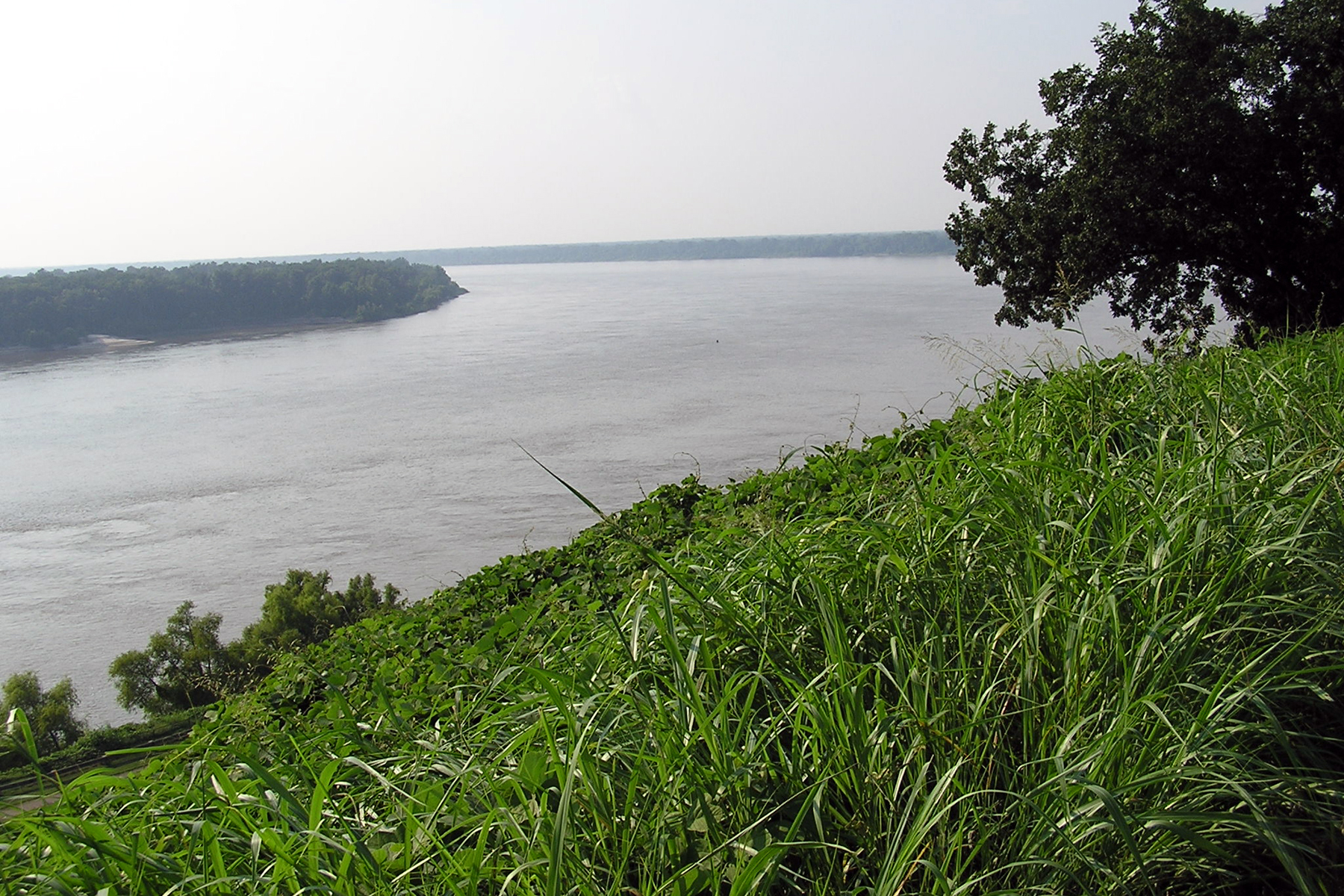
Wie der „Felsen von Gibraltar“ die Meerenge, überragt Vicksburg den Mississippi

Grants Optionen nach der Invasion Mississippis

Vicksburg lag auf einem überhöhten Plateau an einer scharfen Biegung des Flusses und wurde das „Gibraltar des Mississippi“ genannt. Zehn Meilen nördlich Vicksburg am Yazoo befanden sich auf dem Höhenzug mit Artillerie verstärkte Befestigungen der Konföderierten. Südlich der Stadt setzte sich das Höhengelände bis zum Big Black und zum Bayou Pierre fort. Das Gelände östlich des Big Black war leicht wellig – die höchsten Erhebungen waren die Hügel in der Gegend um Champion Hill – der Fluss Big Black selbst war bis zu 50 Meter breit mit eingeschnittenen Ufern. Er konnte nur an Übergangsstellen oder mit Booten überquert werden. Nach Westen folgten die bis zu 40 Meter über die Ebene hinausragenden Höhen, auf denen auch Vicksburg lag.
Das Gebiet westlich des Mississippi in Louisiana durchschnitten unzählige Flüsse und ehemalige Flussarme des Mississippi und nur wenige, schlechte Landstraßen. Das Wetter war Anfang April umgeschlagen, so dass der Wasserstand des Mississippi rasch fiel und alle Bemühungen um befahrbare Kanäle zunichtemachte.
Die Tennessee-Armee sollte zunächst durch Louisiana nach Süden bis in Höhe der Mündung des Big Black marschieren. Gleichzeitig sollte das Mississippi-Geschwader bei Nacht an den Befestigungen Vicksburgs vorbeifahren und die Tennessee-Armee über den etwa eine Meile breiten Strom übersetzen. Die Hauptversorgungsbasis der Armee sollte auf dem rechten Ufer eingerichtet werden und von Kanonenbooten gesichert werden.
Nach der Invasion Mississippis hatte Grant drei Handlungsmöglichkeiten:
1. Angriff nach Süden und Eroberung von Port Hudson, anschließend gemeinsames Vorgehen mit Banks auf Vicksburg
2. zunächst Eroberung von Jackson, danach Angriff auf Vicksburg
3. Angriff nach Norden und sofortige Eroberung von Vicksburg

Der Präsident und Generalmajor Henry W. Halleck wollten, dass Grant unbedingt gemeinsam mit Banks Vicksburg erobern sollte. Halleck legte in einem Telegramm vom 2. April noch einmal diesen Standpunkt klar, überließ jedoch die Entscheidung über das weitere Vorgehen Generalmajor Grant – Hauptsache sei der Nachdruck, mit dem die Operationen am Mississippi vorangetrieben würden.
Grant entschied sich für die zweite Möglichkeit. Durch die Eroberung Jacksons konnte er Vicksburg von nahezu allen Verbindungs- und Versorgungslinien abschneiden. Danach sollte die Tennessee-Armee Vicksburg von Osten angreifend einnehmen. Als das nicht gelang, belagerten Grants Truppen die Stadt bis zu deren Kapitulation am 4. Juli 1863. Der Marsch durch Louisiana und das Übersetzen über den Mississippi wurde durch Ablenkungsangriffe des XV. Korps nördlich Vicksburg und den Raid Oberst Griersons abgeschirmt. Dadurch sollte Pemberton gehindert werden, Truppen in den Süden zu verlegen.

## Der Feldzug

### Vorbereitung

#### Marsch durch Louisiana

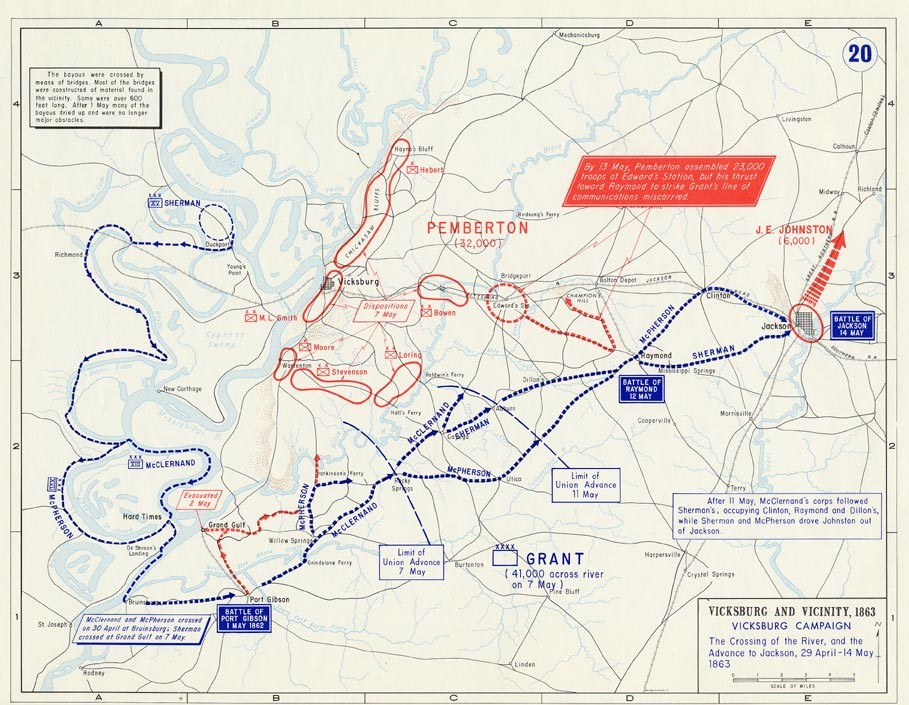
Marsch durch Louisiana und Vorgehen bis Jackson, Mississippi

Grant befahl Generalmajor McClernand am 29. März 1863, mit dem XIII. Korps nach New Carthage, Louisiana zu marschieren. Das XV. und XVII. Korps sollten folgen. McClernand nahm Richmond, Louisiana – 12 Meilen von Millikens Bend entfernt – am 31. März. Während des weiteren Marsches mussten immer wieder Übergänge über Bayous geschlagen und die schlechten Straßen ausgebessert oder neu gebaut werden. Deshalb und wegen ständiger Feuerüberfälle konföderierter Kavallerieeinheiten dauerte der Marsch bis Mitte April. Diese konföderierten Einheiten waren Teil der Division Brigadegeneral Bowens, deren Hauptteil bei Grand Gulf, Mississippi eingesetzt war. Am 17. April gab Pemberton Bowen die Genehmigung, alle Truppen vom westlichen Ufer abzuziehen.
New Carthage erwies sich wegen Überflutungsgefahr als ungeeignet für die Einrichtung des Hauptversorgungsdepots der Armee. Als neuer Ort wurde Hard Times, Louisiana festgelegt – ungefähr 70 Meilen – das entsprach drei Tagesmärschen – von Millikens Bend, Louisiana entfernt.

#### Durchbruch des Mississippi-Geschwaders

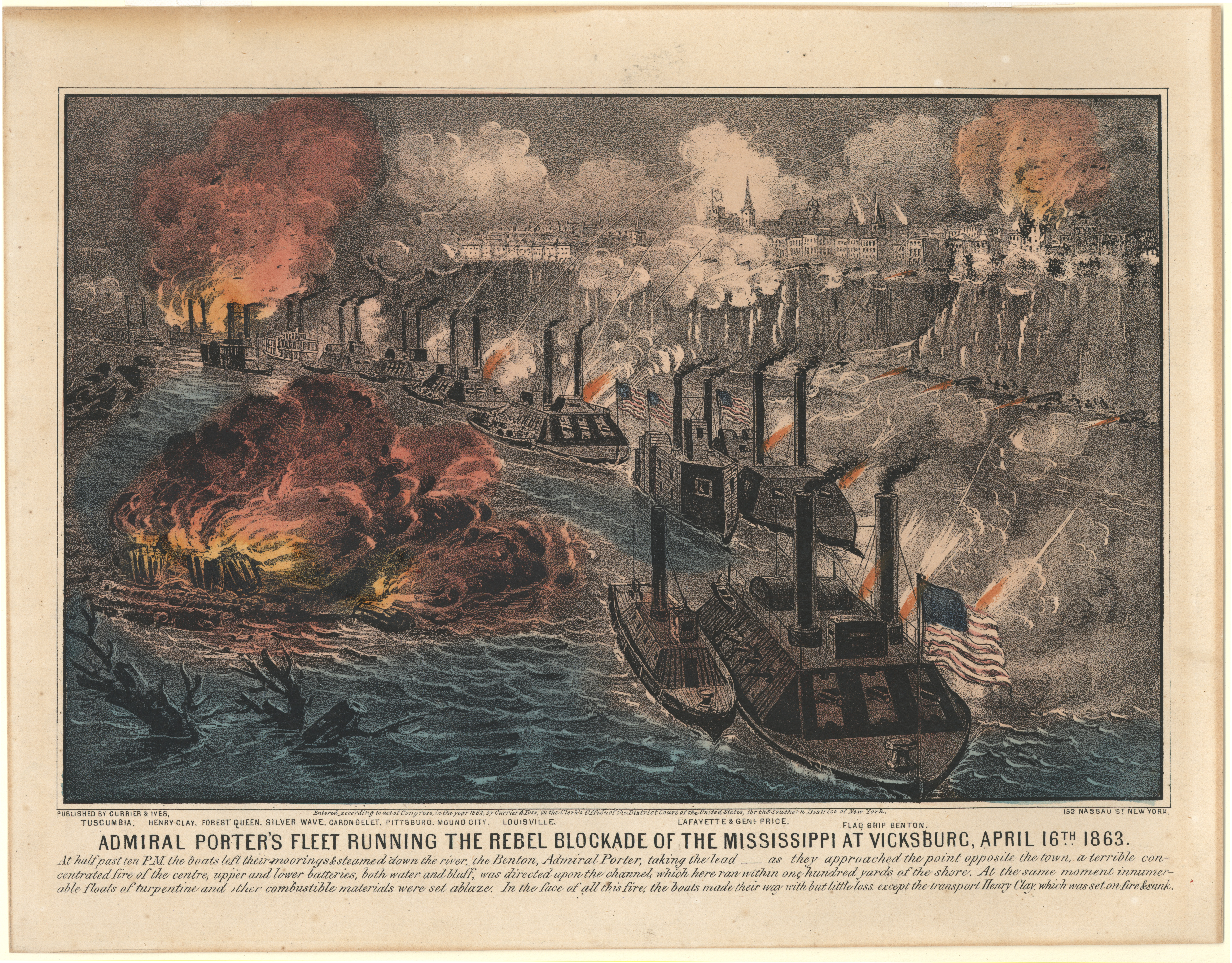
Durchbruch des Mississippi-Geschwaders

Admiral Porter befahl nach Absprache mit Generalmajor Grant der Mississippi-Flottille, am 16. April mit acht Kanonenbooten und drei Steamern, die zwölf Lastkähne in Schlepp hatten, und am 22. April mit drei Transportschiffen, die ausschließlich mit Freiwilligen der Armee bemannt waren, bei Nacht an den Befestigungen Vicksburgs vorbeizufahren. Die Steamer waren durch wassergetränkte Heu- und Baumwollballen und Tonnen gefüllt mit Rindfleisch „gepanzert“. Zusätzlich waren längsseits Kähne befestigt, um Treffer unter der Wasserlinie zu verhindern. Bei beiden Aktionen ging jeweils ein Transportschiff verloren; zwei Matrosen wurden schwer, sechs leicht verletzt. Im weiteren Verlauf gelang es Kanonenbooten und Steamern immer wieder, bei Nacht trotz heftigen Abwehrfeuers an Vicksburg vorbei zu dampfen.
Mit dem ersten Transport wurden Versorgungsgüter zur Versorgung des XIII. Korps mississippiabwärts verschifft, der zweite diente zur Vergrößerung des Transportvolumens für die Invasion Mississippis. Nur wenige Übersetzmittel wurden über den neu gegrabenen Duckport-Kanal und die verschiedenen Bayous bis nach New Carthage gebracht, da der Wasserstand schnell fiel.

#### Grierson's Raid
Grant hatte dem Kommandierenden General des XVI. Korps, Generalmajor Hurlbut, befohlen, zeitgleich mit dem Marsch der Tennessee-Armee nach Süden eine Ablenkungsoperation im Hinterland der Mississippi-Armee durchzuführen. Hurlbut beauftragte Oberst Grierson mit einer Brigade bestehend aus 1.700 Kavalleristen und einer Artilleriebatterie, die rückwärtigen Verbindungen der Mississippi-Armee von Tennessee aus nach Süden vorgehend, wo immer möglich zu unterbrechen und zu zerstören. Der Raid begann am 17. April in La Grange, Tennessee. Teile der Brigade schickte Grierson am 19. April mit Gefangenen und erbeuteten Versorgungsgütern nach La Grange zurück. Ein Regiment beauftragte er, die Konföderierten durch ein Ablenkungsmanöver an der Mobile & Ohio Eisenbahnlinie über die Absichten der Brigade zu täuschen. Mit den restlichen 1.000 Mann ritt er mehr als 600 Meilen durch das feindliche Hinterland, zerstörte Eisenbahnlinien und Depots und erreichte am 2. Mai Baton Rouge, Louisiana.
General Pemberton verfügte nur über wenig Kavallerie, da Generalmajor Van Dorn im mittleren Tennessee gebunden war und Brigadegeneral Forrest den Raid Oberst Abel Streights in Alabama abwehren musste. Die unerwarteten Aktionen Griersons führten auf Seiten der Konföderierten zu unübersichtlichen Reaktionen, was daraus deutlich wird, dass der Armeeoberbefehlshaber einzelne Regimenter dirigierte. Pemberton versuchte mit allen Mitteln, die Bedrohung für seine Verbindungs- und Nachschublinien abzuwehren. Für den Schutz der für die Mississippi-Armee lebenswichtigen Vicksburg-Jackson Eisenbahnlinie setzte er insgesamt eine Infanteriedivision ein, die ihm bei der Abwehr Grants nach der Invasion Mississippis fehlte.

#### Übergangsversuch bei Grand Gulf
Grant befahl den Übergang bei Grand Gulf, Mississippi, nach Feuervorbereitung durch die Kanonenboote am 29. April durchzuführen. Trotz fünfeinhalbstündigen Feuerkampfes gelang es den sieben Kanonenbooten jedoch nur, die tiefergelegenen Batterien der Konföderierten auszuschalten. Den höhergelegenen fügten die Kanonenboote keinen Schaden zu. Die Transportschiffe konnten deshalb nicht übersetzen. Das Kanonenboot USS Tuscumbia wurde während des Feuerkampfes außer Gefecht gesetzt. Ein erneuter Angriff der Kanonenboote bei Nacht blieb ebenfalls erfolglos, jedoch nutzten die Transportschiffe die Bindung der konföderierten Batterien, um mississippiabwärts zu dampfen. Grant verlegte das XIII. Korps McClernands auf dem Landweg nach Coffee Point, circa fünf Meilen südlich der zuerst geplanten Übergangsstelle.
Generalleutnant Pemberton befahl, die Truppen bei Grand Gulf zu verstärken und zusätzliche Munition dorthin zu bringen, ohne die Verteidigungsanstrengungen nördlich Vicksburg gegen Shermans XV. Korps zu vernachlässigen und ohne die zur Abwehr von Griersons Raid eingesetzten Verbände zu schwächen.

#### Angriff bei Snyders Mill
Admiral Porter hatte am 27. April Teile der Mississippi-Flottille zur Zusammenarbeit mit Shermans XV. Korps angewiesen. Grant beabsichtigte kein Ablenkungsmanöver in großem Stil nördlich von Vicksburg, weil er um die Moral der Soldaten fürchtete und das Unverständnis der Öffentlichkeit für ein solches Unternehmen befürchtete. Er überließ deshalb Sherman die Entscheidung, ein Ablenkungsmanöver durchzuführen. Grant befahl lediglich, wenn es denn durchgeführt werde, müsse es mit der Landung in Mississippi abgestimmt sein. Sherman entschied sich für eine Ablenkungsoperation, die eventuell in einen Angriff überführt werden konnte. Das Ablenkungsmanöver führte er mit zehn Regimentern und mit Feuerunterstützung von Kanonenbooten am 30. April und 1. Mai durch. Die Konföderierten erkannten das Täuschungsmanöver nicht als solches und konnten deshalb nicht so viele Truppen nach Süden verlegen, wie das möglich gewesen wäre.

#### Übergang bei Bruinsburg
Nach dem gescheiterten Übergangsversuch bei Grand Gulf und nachdem Grant Informationen über einen guten Weg von einer Landungsstelle bei Bruinsburg, Mississippi nach Port Gibson, Mississippi erhalten hatte, befahl er, den Übergang über den Fluss am 30. April und 1. Mai durchzuführen. Das XIII. Korps forcierte den Mississippi bei Tagesanbruch des 30. April ohne Behinderungen durch konföderierte Truppen, das XVII. Korps folgte unverzüglich. Um den Brückenkopf zu sichern, fassten die Soldaten des XIII. Korps Verpflegung für drei Tage und marschierten in Richtung Port Gibson ab. Die Landestelle selbst wurde durch die Kanonenboote geschützt.
Die Landung war den Konföderierten nicht verborgen geblieben. Brigadegeneral Bowen meldete am 30. April gegen 15:00 Uhr das Antreten des XIII. Korps in Richtung Port Gibson und dass weitere Truppen angelandet wurden. Generalleutnant Pemberton meldete Präsident Jefferson Davis einen Tag später, dass er dringend Verstärkungen aus anderen Wehrbereichen benötige, weil die gesamte Tennessee-Armee den Fluss überqueren könnte und dadurch die Verteidigung von Vicksburg ihren Charakter geändert habe.

#### Reaktionen der Konföderierten
Die Ablenkungsmaßnahmen Grants hatten Erfolg gezeigt. Obwohl Pemberton spätestens seit dem 17. April wusste, dass die Tennessee-Armee mit einem großen Teil ihrer Kräfte nach Süden marschiert war und der Durchbruch der Mississippi-Flottille nicht unbemerkt geblieben war, verfiel er wieder in den Fehler vieler hochrangiger Südstaatler, alles verteidigen zu wollen. Pemberton befahl zwar Verbänden in Vicksburg und in Nord-Mississippi am 28. und 29. April Marschbereitschaft herzustellen, sandte aber nur geringe Verstärkungen nach Grand Gulf. Johnston, dessen Hauptquartier sich am 1. Mai in Tullahoma, Tennessee befand, wies Pemberton am selben Tag an, seine gesamten Streitkräfte zusammenzufassen und Grant nach der Landung in Mississippi zu schlagen. Diesen Befehl wiederholte Johnston am nächsten Tag mit dem Hinweis, der Erfolg sei jedes Risiko wert. Pemberton versuchte dieser Weisung nachzukommen und befahl am 1. Mai einer großen Anzahl von Truppenteilen, sich in Jackson oder Vicksburg zu sammeln, um danach gegen die gelandeten Teile der Tennessee-Armee vorzugehen. Gleichzeitig beließ er Verbände in Regimentsstärke an allen anderen Brennpunkten in Mississippi. Als Präsident Davis Pemberton am 7. Mai mahnte, Vicksburg und Port Hudson zu halten, brach letzterer diese Bemühungen ab und konzentrierte sich auf die Verteidigung Vicksburgs. Johnston selbst griff aus drei Gründen zu diesem Zeitpunkt nicht unmittelbar ein:
1. Er befand sich ungefähr 500 Meilen vom Schauplatz des Geschehens entfernt.
2. Ihm unterstanden unmittelbar zu diesem Zeitpunkt keine Truppen.
3. Der Angriff Grants erfolgte im definierten Befehlsgebiet Pembertons, der nicht nur für Vicksburg, sondern für ganz Mississippi und das nordöstliche Louisiana verantwortlich war. Das direkte Eingreifen des nächsthöheren Truppenführers war erst sinnvoll, wenn dieser sich vor Ort befand und die Lage dort beurteilen konnte.

### Vorgehen nach Nordosten

#### Port Gibson
Ungefähr vier Meilen südwestlich Port Gibsons traf das XIII. Korps auf die ersten Truppenteile Bowens. Generalmajor McClernand griff unverzüglich an und es gelang ihm, nachdem er Verstärkungen durch McPhersons Korps erhalten hatte, die Konföderierten zum Ausweichen nach Grand Gulf zu zwingen. Die Konföderierten zerstörten die Brücken über Bayou Pierre, die von den Truppen der Union schnell wiederhergestellt wurden. Der Brückenkopf der Tennessee-Armee war gesichert.

#### Raymond
Die Versorgungsbasis der Tennessee-Armee befand sich auf dem westlichen Ufer des Mississippi. Grant befahl deshalb, dass die Versorgungskolonnen der Regimenter erst auf das östliche Ufer übersetzen sollten, wenn alle Kampfverbände übergesetzt hatten. Der Transport von Munition hatte absoluten Vorrang und deshalb requirierte die Tennessee-Armee auf dem östlichen Ufer alles, was Munition transportieren konnte. Für den Marsch nach Jackson befahl Grant der Armee, sich aus dem Land zu ernähren. Das führte zu diesem skurrilen Vorfall: ein Farmer beschwerte sich bei einem Divisionskommandeur, die Soldaten hätten ihm alles genommen, was er besessen hätte. Er ritt auf einem Maultier. Der Divisionskommandeur antwortete: Wenn es sich um Soldaten seiner Division gehandelt hätte, säße er nicht mehr auf dem Maultier.
General Pemberton erwartete, dass die Tennessee-Armee nach dem Sieg bei Port Gibson Vicksburg aus Süden über den Big Black angreifen würde. Er setzte deshalb 20.000 Mann an den Übergängen des Big Black ein und ließ 10.000 Mann als Besatzung und Reserve in Vicksburg. Gleichzeitig befahl er Brigadegeneral Gregg mit einer Brigade aus Port Hudson, Louisiana nach Raymond. Dort sollte Gregg sich darauf vorbereiten, die auf Vicksburg vorgehende Tennessee-Armee im Rücken anzugreifen. Sollte der Feind jedoch überlegen sein, befahl Generalleutnant Pemberton das Ausweichen auf Jackson. Gregg erreichte Raymond unbemerkt von den Unionstruppen am Nachmittag des 11. Mai.
Nach dem Erfolg bei Port Gibson marschierten die beiden Korps der Tennessee-Armee auf zwei Straßen weiter nach Nordosten. Das XV. Korps Shermans hatte inzwischen den Mississippi bei Bruinsburg überquert und folgte. Wegen der Lagebeurteilung Pembertons vom 11. Mai beurteilte Gregg die vordersten Teile des in Richtung Jackson vorgehenden XVII. Korps McPhersons als marodierende Brigade und griff mit 2.500 Mann am 12. Mai das circa 10.000 Mann starke Korps bei Raymond an. Nach Anfangserfolgen wehrten die Unionssoldaten den Angriff ab. Um der vollständigen Vernichtung zu entgehen, wich Gregg nach Jackson aus.

#### Jackson
Kriegsminister Seddon hatte General Johnston am 9. Mai befohlen, die Führung in Mississippi persönlich zu übernehmen. Nach viertägiger Eisenbahnfahrt erreichte Johnston, der immer noch wegen Krankheit dienstunfähig war, am 13. Mai Jackson. Noch am selben Abend befahl er Pemberton, die an der Eisenbahnlinie Vicksburg – Jackson befindlichen Unionstruppen anzugreifen und sich mit ihm nördlich Clinton, Mississippi zu vereinigen.
Johnston verfügte in Jackson über die Brigaden Greggs und Walkers, insgesamt etwa 6.000 Mann; Verstärkungen aus anderen Teilen der Konföderation waren unterwegs. Johnston erkannte, dass es ihm mit seinen Kräften nicht möglich war, Jackson zu halten, und evakuierte soviel Menschen und Material, wie es ihm möglich war.
Nach fünfstündiger Dauer brach Johnston das Gefecht ab und wich auf der Straße nach Canton, Mississippi nach Norden aus. Von dort aus beabsichtigte er nach Südwesten zu marschieren und sich mit Pemberton zu vereinigen. Das XV. Korps Generalmajor Shermans besetzte Jackson und brannte die Stadt nieder. Die Besatzer nannten die Stadt danach „Chimneyville“. Die Eisenbahnlinien wurden nachhaltig in allen Richtungen zerstört; die Mississippi-Armee Pembertons war von Verstärkungen und Nachschub abgeschnitten.

### Angriff auf Vicksburg

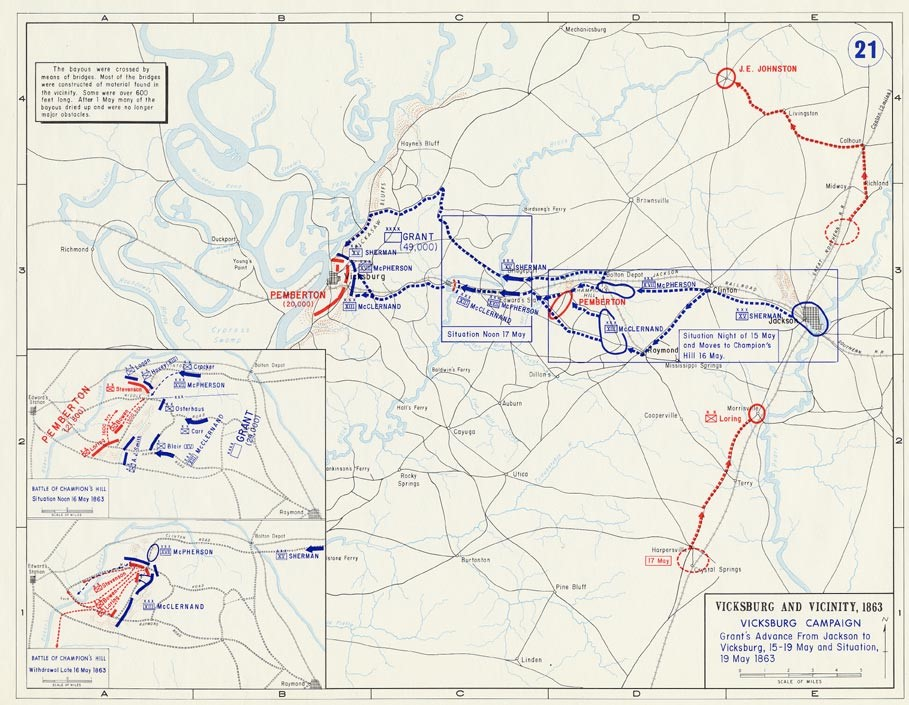
Angriff nach Westen und Schlacht bei Champion Hill

#### Champion Hill
In der Zwischenzeit hatten sich die Korps McClernands und McPhersons nach Westen gewandt und bereiteten den Angriff auf Vicksburg vor.
Pemberton meldete Davis am 12. Mai, er wolle den Gegner bei Edwards Station schlagen. Dazu beabsichtigte er, mit zwei Divisionen einen Raid gegen die Verbindungslinien der Tennessee-Armee zwischen Raymond und Port Gibson durchzuführen, und Grant dazu zu bringen, ihn anschließend zu verfolgen und bei Edwards Station anzugreifen. Am 14. Mai marschierte er mit 17.000 Mann nach Süden. Nach Beginn des Marsches erhielt Pemberton den Auftrag Johnstons, das XV. Korps der Tennessee-Armee an der Eisenbahnlinie Vicksburg – Jackson anzugreifen. Widerwillig führte er diesen aus und marschierte nach Norden. Die Mississippi-Armee besetzte die Stellungen am Champion Hill mit drei Divisionen.
Das XIII. Korps ging am 16. Mai befehlsgemäß vorsichtig im Süden gegen die Stellungen der Südstaatler vor. Nachdem die Stellungen der Konföderierten eindeutig erkannt worden waren, forderte Grant McClernand mehrfach auf, sein Vorgehen zu beschleunigen, ohne eine Änderung im Verhalten der Truppen des XIII. Korps zu erzielen. Deshalb lag die Last des Angriffs im Norden beim XVII. Korps McPhersons, der Pembertons linke Flanke angriff. Ein Gegenangriff der Division Brigadegeneral Bowens blieb nach Anfangserfolgen liegen. Um einer Überflügelung im Norden zu entgehen, musste Pemberton die guten Stellungen aufgeben und in Richtung Vicksburg ausweichen. Die Soldaten der Mississippi-Armee waren durch die sinnlosen Marschbewegungen und die Kämpfe demoralisiert, so dass das Ausweichen teilweise einer Flucht gleichkam.
Generalmajor Loring, Divisionskommandeur der rechts eingesetzten Division, führte Befehle Pembertons so eigenwillig aus, dass die Verbindung zu den anderen beiden Divisionen der Mississippi-Armee verloren ging. Loring wich nach Süden aus und wandte sich anschließend nach Norden.
Am 16. Mai befanden sich die inzwischen auf zirka 11.000 Mann verstärkten Truppen General Johnstons, die später durch Lorings Division verstärkt wurden, in der Nähe Cantons. Durch die Niederlage am Champion Hill und das Ausweichen in Richtung Vicksburg war eine Vereinigung der beiden Streitkräfte Pembertons und Johnstons nördlich der Eisenbahnlinie und ein gemeinsamer Angriff gegen die Tennessee-Armee obsolet geworden.

#### Verteidigung am Big Black
Pemberton wollte die Division Lorings auf jeden Fall für die Verteidigung Vicksburgs einsetzen. Er befahl deshalb Brigadegeneral Bowen, die Eisenbahnbrücke über den Big Black solange zu halten, bis die Division Lorings darüber ausgewichen war. Das XIII. Korps McClernands griff die konföderierten Kräfte am 17. Mai an der Brücke frontal an. Die Unionstruppen waren erheblich überlegen. Nach den ersten Schusswechseln der Nahsicherer verließen die Konföderierten ihre Stellungen und flohen ohne ernsthafte Verteidigungsanstrengungen nach Vicksburg. Die Division Lorings vereinigte sich mit den Truppenteilen Johnstons nördlich von Jackson.

#### Angriffe gegen Vicksburg
Die verbliebenen Teile der Mississippi-Armee, ungefähr 20.000 Mann, versammelten sich in Vicksburg und richteten sich auf den Höhen zur Verteidigung ein. General Grant glaubte, durch die Erfolge der Tennessee-Armee beflügelt, die Stadt in einem letzten Ansturm nehmen zu können. Den Angriffsbeginn legte er um 14:00 Uhr am 19. Mai fest. Den Angriff führte jedoch nur das XV. Korps Shermans durch, weil es als einziges Korps die Sturmausgangsstellungen erreicht hatte. Die Verteidiger der Stadt wehrten den Angriff ab.
Johnston befand sich zu dieser Zeit in Canton, Mississippi, circa 50 Meilen nordöstlich Vicksburgs. Er wurde täglich verstärkt. Grant wollte verhindern, dass Johnston bei Vicksburg eingreifen konnte. Deshalb befahl er, nachdem alle drei Korps versammelt waren, am 22. Mai einen erneuten Angriff auf die Stellungen der Südstaatler. Nach der Einnahme Vicksburgs wollte er sich nach Osten wenden und Johnston schlagen. Die Mississippi-Armee wehrte den Angriff unter großen Verlusten für die Tennessee-Armee ab. Grant sagte später zu diesem Angriff, dass er es bereue, ihn befohlen zu haben. Die Verluste der Tennessee-Armee betrugen 4.141 Soldaten.

### Belagerung von Vicksburg und Entlastungsangriffe

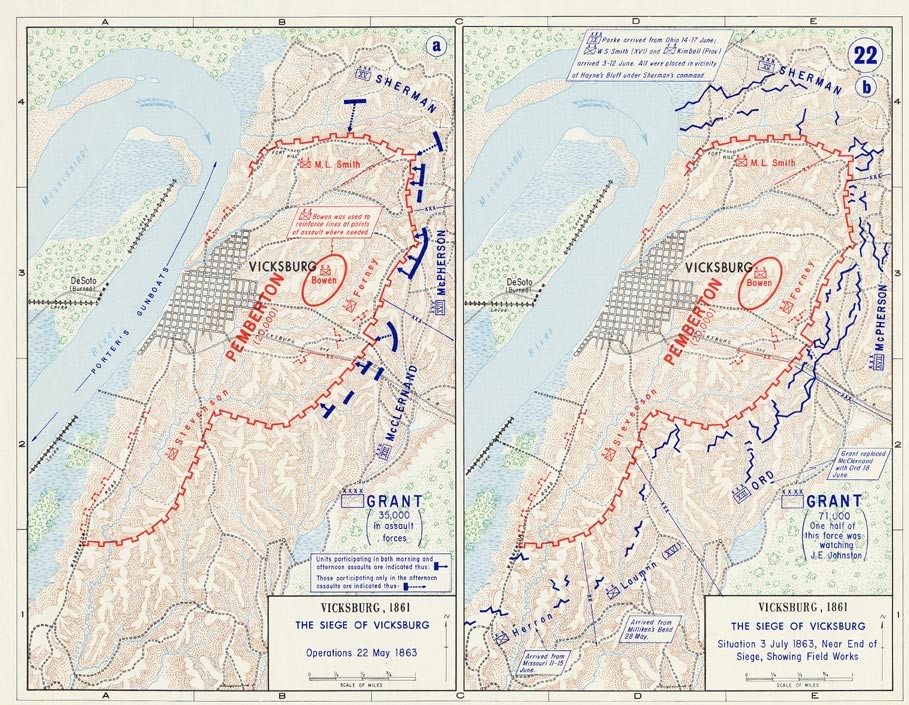
Belagerung von Vicksburg am 22. Mai und am 3. Juli 1863

Die Belagerung von Vicksburg dauerte vom 22. Mai bis zum 4. Juli. Die Tennessee-Armee versuchte mit den zur Verfügung stehenden Mitteln der Zeit, wie Unterminierung der Stellungen, Artilleriebeschuss von Land und durch Kanonenboote vom Mississippi und vom Yazoo aus, und immer wiederkehrenden Angriffen auf einzelne Stellungen der Konföderierten, einen Einbruch in die Verteidigung zu erzielen. Alle Versuche der Tennessee-Armee, Vicksburg einzunehmen, scheiterten. Erst als die konföderierten Truppen und die Einwohner Vicksburgs zu verhungern drohten, bot Generalleutnant Pemberton Grant am 3. Juli die Kapitulation an. Generalmajor Grant bestand zunächst auf bedingungsloser Kapitulation (unconditional surrender), besann sich später und gestattete der Mississippi-Armee auf Ehrenwort (on parole) entlassen zu werden. Auch wenn das seinen Grundsätzen scheinbar diametral entgegenlief, entsprang diese ‚menschliche‘ Entscheidung einer ganz einfachen rationalen Überlegung – wie sollte er mehr als 20.000 kriegsgefangene Menschen ernähren oder in den Norden transportieren? Viel einfacher war es, diese sich selbst zu überlassen, selbst wenn sie anschließend wieder in einer der konföderierten Armeen kämpfen sollten. Während der Belagerung beklagte die Tennessee-Armee 111 gefallene oder vermisste Soldaten und über 400 Verwundete, die jedoch fast alle noch während der Belagerung genasen. Die Verluste der Konföderierten betrugen bis zur Kapitulation 2.872 Soldaten.

#### Millikens Bend
Schon am 1. Mai hatte Generalleutnant Pemberton den Befehlshaber des Wehrbereichs Trans-Mississippi, Generalleutnant Edmund Kirby Smith, gebeten, ihn durch Angriffe auf die Basen und Truppen der Tennessee-Armee auf dem rechten Mississippiufer zu entlasten. Diese Aufforderung wiederholte Pemberton am 9. Mai und Johnston am 15. Mai. Selbst das Kriegsministerium bat Smith, Vicksburg zu entlasten.
Anfang Juni beauftragte Smith eine verstärkte Division unter Generalmajor Taylor, die Nachschubbasen der Tennessee-Armee auf dem rechten Ufer des Mississippi zu zerstören. Den Konföderierten war entgangen, dass Grant die Nachschubbasen nördlich Vicksburg auf das östliche Ufer verlegt hatte. Die noch bei Richmond und Millikens Bend vorhandenen Einrichtungen wurden von afroamerikanischen Regimentern geschützt, die aus befreiten ehemaligen Sklaven bestanden. Sie waren schlecht ausgebildet und ausgerüstet.
Am 6. Juni hatten konföderierte Truppen Richmond genommen und wurden von gewaltsamer Aufklärung der Nordstaatler erkannt. Am 7. Juni griffen die Südstaatler die Nordstaatler bei Millikens Bend an, dem Hauptquartier Grants während des ersten Vicksburg-Feldzugs. Als zwei Kanonenboote in das Gefecht eingriffen, mussten die Konföderierten ihren Angriff einstellen. Grant schrieb in seinem Bericht, dass die afroamerikanischen Unionssoldaten sehr tapfer und engagiert gekämpft hätten.
Ein besonderes Problem stellten gefangen genommene Farbige dar. Die Südstaatenkommandeure wussten nicht, wie sie diese behandeln sollten. Berichte, die davon sprachen, ausweichende Einheiten der Konföderierten hätten farbige Soldaten, die sich vorher ergeben hatten, umgebracht, waren nach Aussagen von Augenzeugen unwahr. Allerdings wurden einige der Kriegsgefangenen wieder als Sklaven verkauft.

#### Goodrich Landing
Die Unionstruppen hatten nach der Eroberung der Landkreise im nordöstlichen Louisiana begonnen, mit den befreiten Sklaven auf dem gepachteten Land Agrarprodukte anzubauen. Um Truppen für die Belagerung Vicksburg frei zu bekommen, hatte Grant die Sicherung des Gebietes westlich des Mississippi afro-amerikanischen Truppenteilen übertragen. Die Konföderierten wollten vor allen den Einsatz der ehemaligen Sklaven unterbinden und gleichzeitig Versorgungseinrichtungen der Tennessee-Armee zerstören. Sie eroberten mit einer Kavalleriebrigade am 29. Juni kampflos ein Fort in der Gegend von Lake Providence, Louisiana, ungefähr 50 Meilen nordwestlich Vicksburgs mississippiaufwärts. Anschließend verbrannten und zerstörten die Konföderierten die umliegenden Plantagen und Felder.
Die Mississippi-Flottille landete im Morgengrauen des 30. Juni die Mississippi Marineinfanteriebrigade und einige afro-amerikanische Verbände. Die Konföderierten mussten nach heftigen Kämpfen ausweichen und brachen das Gefecht am Abend ab.
Trotz der erheblichen Zerstörungen durch die Konföderierten entstand der Union kein bleibender Schaden. Auch der Ersatz großer Mengen an Beutegut bereitete den Unionstruppen keine Schwierigkeiten.

#### Helena
General Johnston bat Generalleutnant Smith am 31. Mai gegen Port Hudson und am 3. Juni gegen Helena, Arkansas, offensiv vorzugehen. Die Kleinstadt Helena war ein wichtiger Stützpunkt der Union auf dem rechten Mississippiufer und hatte eine Besatzung von 20.000 Mann. Grant hatte aus der Stadt Anfang Juli 16.000 Soldaten zur Verstärkung des Belagerungsringes nach Vicksburg befohlen. In Helena verblieb eine Besatzung von etwa 4000 Mann und das holzverkleidete Kanonenboot USS Tyler.
Generalleutnant Theophilus H. Holmes, Kommandeur des konföderierten Verteidigungsbezirkes Arkansas, entschloss sich Ende Juni, die in Vicksburg eingeschlossene Mississippi-Armee zu entlasten. Am 4. Juli griff Holmes mit 6000 Mann Helena von drei Seiten an. Der Angriff war geprägt durch mangelhafte Koordination. Trotzdem gelang es den Konföderierten, die Hügel, die die Stadt umgaben, einzunehmen. Holmes, der sich nicht entscheiden konnte, wie der Angriff fortgesetzt werden sollte, gab sich widersprechende und verwirrende Befehle und der Vorteil der Konföderierten wurde im immer heftiger werdenden Abwehrfeuer der Union verschenkt. Holmes erkannte, dass sich die Lage immer weiter zu Ungunsten der Konföderierten veränderte und brach gegen 10:30 Uhr den Angriff ab.

#### Verfolgung Johnstons nach Osten

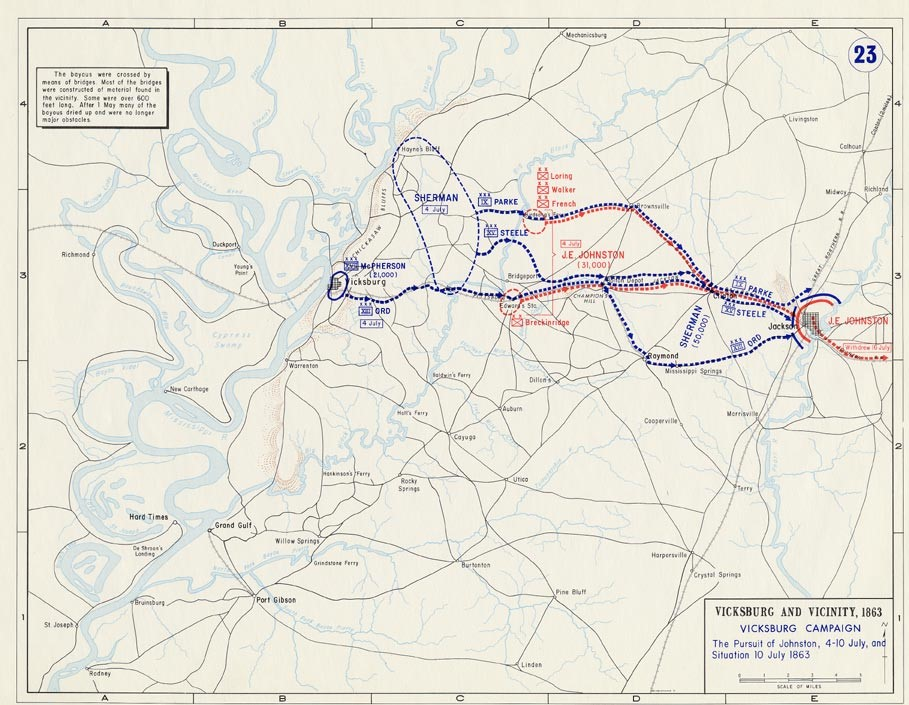
Angriff Shermans nach Osten

Die Mississippi-Armee gab am 18. Mai das Schlüsselgelände bei Haynes Bluff auf, um das noch um die Jahreswende erbittert gekämpft worden war. Die Tennessee-Armee konnte jetzt den Mississippi und den Yazoo zum Transport von Soldaten zur Verstärkung vor Vicksburg und zur Versorgung nutzen, ohne durch Konföderierte oder die Geografie gestört werden zu können. Grant verlegte die gesamten Versorgungseinrichtungen vom Westufer des Mississippi an den Yazoo nahe Haynes Bluff. Mit den Verstärkungen sicherte sich die Tennessee-Armee von dort nach Südosten bis zum Big Black, um gegen einen Angriff Johnstons gewappnet zu sein. Zum Ende der Belagerung waren etwa 70.000 Unionssoldaten bei Vicksburg versammelt, von denen jeweils ungefähr die Hälfte zur Belagerung und zur Abwehr eines eventuellen Angriffs aus Osten eingesetzt war. Schwerpunkt der Verteidigung nach Osten wurde das Schlüsselgelände bei Haynes Bluff, das Grant befestigen ließ und mit 13.000 Mann besetzte.

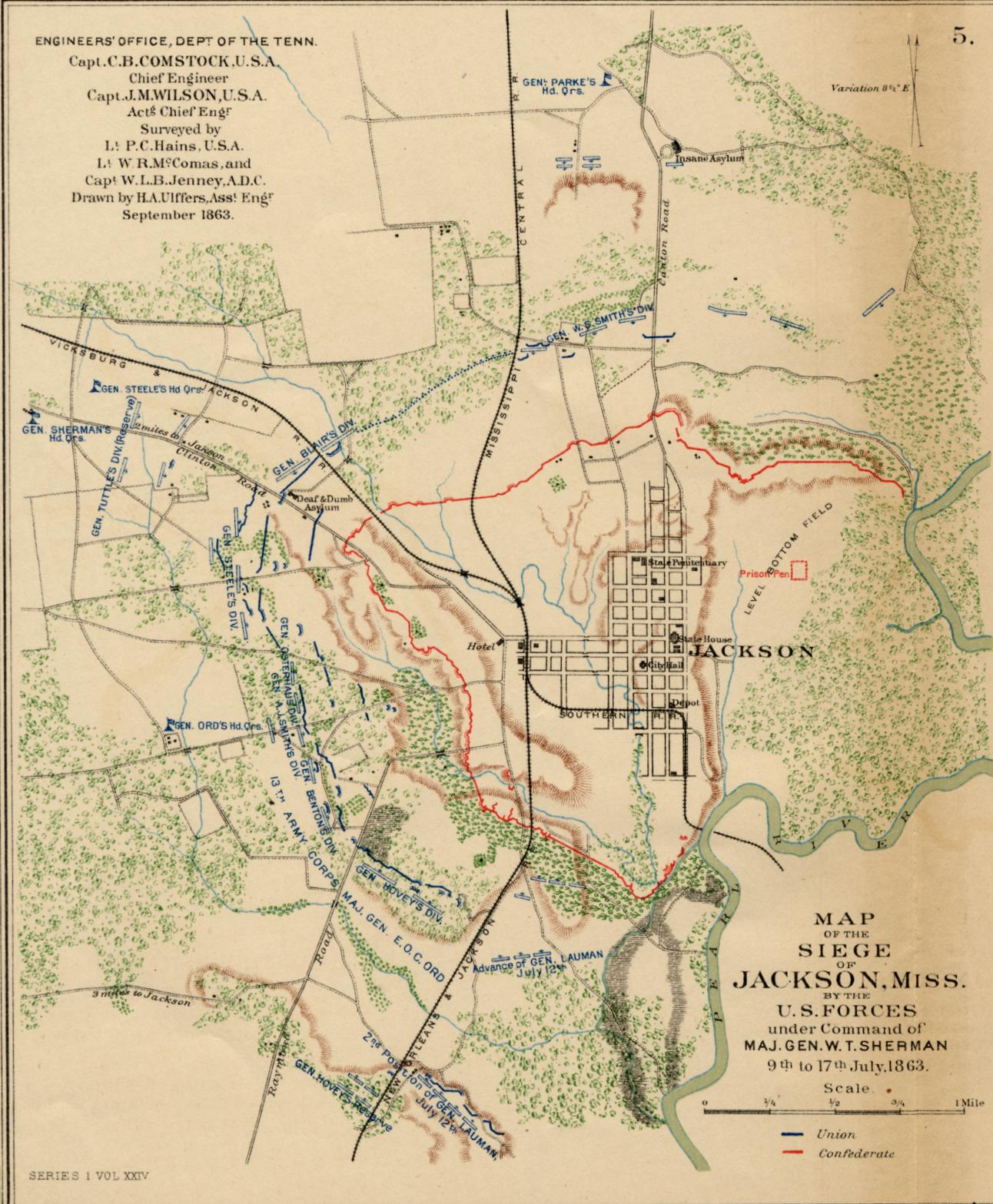
Belagerung von Jackson, Mississippi

Nach der Kapitulation Vicksburgs war der Feldzug noch nicht beendet. Im Rücken der Tennessee-Armee befanden sich die bis zum 25. Juni auf 28.000 Mann angewachsenen Verbände Johnstons. Dieser hatte während der Belagerung nicht eingegriffen, weil ihm klar war, dass er mit seinen Kräften die Tennessee-Armee nicht mit Aussicht auf Erfolg angreifen konnte. Andererseits konnte Grant es nicht zulassen, dass sich in seinem Hinterland eine solch große, wenn auch deutlich unterlegene, Streitkraft der Konföderierten aufhielt. Grant beauftragte Sherman am 4. Juli mit drei Korps, ungefähr 55.000 Mann, Johnston, der seine Truppenstärke auf zirka 31.000 Mann vergrößert hatte, anzugreifen und aus dem westlichen Mississippi zu vertreiben.
Die konföderierten Verbände wurden nach Gefechten am Big Black nach Osten verfolgt. Johnston beabsichtigte, Sherman zu einem Angriff auf seine in Jackson eingegrabenen Truppenteile zu verleiten. Sherman griff jedoch nicht an, möglicherweise in Erinnerung der misslungenen Angriffe auf Vicksburg am 19. und 22. Mai, sondern schickte sich an, Jackson zu belagern. Um die Truppen zu retten, gaben die Konföderierten Jackson am 16. Juli erneut auf und wichen hinter den Pearl aus. Grants Ziel, den Mississippi bis Vicksburg für die Union ohne Bedrohung nutzen zu können, war erreicht.

### Personalien und strategische Bewertung

#### Ablösung McClernands
Generalmajor McClernand war ein politischer General und Parteifreund Lincolns. Bereits während des ersten Vicksburg-Feldzuges hatte Grant McClernand von der Führung des Feldzuges entbunden. Auch vorher gab es immer wieder Differenzen zwischen beiden Generalen, besonders weil sich McClernand immer wieder in der Öffentlichkeit als weitsichtiger und als besser zur Führung der Tennessee-Armee geeignet bezeichnete. Diese persönliche Pressearbeit war während des Bürgerkrieges nicht unüblich – zwei Beispiele dafür waren McClellan und Hooker.
Die Abneigung Grants wurde durch Ungehorsam McClernands während des Feldzuges verstärkt. So verzögerte sich zum Beispiel das Einschiffen des XIII. Korps um einen halben Tag, weil McClernand seine Braut und ihre Habseligkeiten verschiffen ließ, obwohl Grant allen Offizieren verboten hatte, irgendwelche persönlichen Gegenstände zu verschiffen.
Während des zweiten Angriffs auf Vicksburg am 22. Mai meldete McClernand, er habe bereits zwei Forts der Konföderierten erobert und brauche jetzt Unterstützung durch Truppen McPhersons. Tatsächlich reichten die Truppen McClernands nicht aus, um in die Stellungen der Konföderierten einzubrechen. Er wollte durch zusätzliche Truppen den Einbruch erzwingen und sich persönlich den Erfolg gut schreiben lassen. Der Sonderbeauftragte Charles A. Dana meldete Kriegsminister Stanton am 24. Mai, dass wegen dieser Aktion Grant mit dem Gedanken der Ablösung McClernands gespielt habe. Grant wollte Meldungen McClernands nur noch dann glauben, wenn diese durch andere bestätigt worden seien. Dana selbst hielt McClernand für absolut ungeeignet, er sprach ihm sogar jegliche Fähigkeit ab, auch nur ein Regiment zu führen.
McClernand erließ am 30. Mai einen Befehl, in dem er den Angehörigen des XIII. Korps für die gezeigten Leistungen dankte. Diesen Befehl ließ er gegen den ausdrücklichen Befehl Grants der Presse zukommen. Am 17. Juni beschwerten sich McPherson und Sherman bei Grant über die Berichterstattung der Presse, die die Erfolge der Tennessee-Armee ausschließlich dem XIII. Korps und McClernand zuschrieben. Generalmajor Grant enthob am 18. Juni McClernand des Kommandos und setzte Generalmajor O.C. Ord als Nachfolger ein. McClernand wies in seinem Antwortschreiben zwar noch darauf hin, dass er vom Präsidenten eingesetzt worden sei, fügte sich aber der Anordnung.

#### Die konföderierten Befehlshaber
Einen wesentlichen Anteil an der Niederlage vor Vicksburg hatten die beiden konföderierten Feldherren. Beiden wird falsches und zögerliches Verhalten vorgeworfen, wobei die Kritiker dem einen mehr und dem anderen weniger und vice versa Verantwortung für die Niederlage zusprachen.
Pemberton kam aus dem Norden und war seiner Frau zuliebe in die Dienste der Konföderation getreten. Er war ein Günstling Präsident Davis‘ und durfte dem Präsidenten melden, ohne seinen Befehlshaber zu benachrichtigen. Gleichzeitig erhielt er direkte Weisungen des Präsidenten.
Johnston, ein kleiner, stets untadelig gekleideter, ehrgeiziger Mann mit durchdringenden Blick und einem herausragenden Sinn für sein Ansehen, vertrat die Auffassung, die Konföderation könne den Krieg gewinnen, wenn sie nur nicht verlöre. Sein Verhältnis zum Präsidenten war von Johnstons Abneigung gegen die Politiker in Richmond geprägt, deren Ziel es in seinen Augen war, mit viel zu geringen Kräften alles verteidigen zu wollen. Davis sah in Johnston einen Eigenbrötler, der ihm Hindernisse in den Weg legte, weil Johnston mit einem Gegner Davis‘ im Senat befreundet war. Wegen Johnstons hervorragender Fähigkeiten als Führer war Davis trotzdem gezwungen, ihn in verantwortlicher Position einzusetzen.
Pemberton
Generalleutnant Pemberton beorderte am 1. Mai einzelne Regimenter aus vielen Großverbänden seines Kommandobereichs zur Unterstützung Brigadegeneral Bowens bei Grand Gulf und führte sie zwangsläufig persönlich. Er meldete Präsident Davis am 2. Mai, dass nahezu alle Truppenteile des Gegners in Mississippi gelandet seien und er alle Kräfte, die er einsetzen könne – nicht alle, über die er verfüge – nördlich des Big Black konzentriere. Das waren zirka 3.500 Mann gegenüber einer Gesamtstärke der verfügbaren Truppen von ungefähr 20.000 Soldaten. Wohl als Reaktion auf die Weisung General Johnstons, den Gegner mit allem zu schlagen, was er zur Verfügung habe, befahl er beginnend am 2. Mai alle Truppen aus dem Norden nach Vicksburg und meldete dem Präsidenten, er schaffe es, mit der Situation fertigzuwerden. Die Schwierigkeiten bei der Rückführung der einzelnen Regimenter zu ihren Großverbänden waren so erheblich, dass Pemberton am 3. Mai bei seinem Stab blieb, um Ordnung zu schaffen. Am Morgen des 5. Mai waren alle Verbände bei ihren zuständigen Brigaden und Divisionen.
Pemberton baute in den folgenden Tagen eine Verteidigungslinie von Warrenton, Mississippi, zehn Meilen südlich von Vicksburg, entlang des Big Black bis nördlich Edwards Station an der Southern Railroad und weiter bis Haynes Bluff auf. Er befahl am 7. Mai, alle Versorgungseinrichtungen aus Jackson nach Osten zu evakuieren, weil er einen Raid auf Jackson und einen gleichzeitigen Angriff auf die Eisenbahnbrücke über den Big Black erwartete. Teile der aus Port Hudson bereits in Marsch gesetzten Verstärkungen befahl Pemberton, dem der Präsident inzwischen befohlen hatte, Vicksburg und Port Hudson um jeden Preis zu halten, zurück.
Nach den Niederlagen am Champion Hill und an der Eisenbahnbrücke über den Big Black und der siegreichen Abwehr der Angriffe Grants auf Vicksburg orientierte Pemberton Johnston am 29. Mai über die Lage. Dabei wies er darauf hin, dass er von einem Entsatzversuch mit weniger als 30 oder 35.000 Mann abrate. Im weiteren Verlauf der Kommunikation mit Johnston forderte Pemberton immer wieder einen Entsatzversuch und Verstärkungen für Vicksburg. Erst am 21. Juni schlug Pemberton nach ständigen Forderungen Johnstons einen gemeinsamen Operationsplan vor.
Johnston
Johnstons Weisung an Pemberton vom 2. Mai, die gelandete Tennessee-Armee mit allen Kräften unter höchsten Risiko anzugreifen, enthielt nicht mehr als eine militärische Binsenweisheit, die aber anscheinend notwendig war, da Pemberton erst am 3. Mai begann, alle Kräfte zu versammeln. Johnston zeigte sich am 8. Mai zufrieden mit der Truppeneinteilung der Mississippi-Armee, die so schnell gegen Grants Armee konzentriert werden konnte.
Johnston wollte den Gegner nur dann angreifen, wenn er ihm eindeutig überlegen war. Da im Westen die Konföderierten fast ausschließlich in der Unterzahl waren, versuchte er immer die Unterlegenheit durch geschickte Auswahl des Geländes auszugleichen. Als Pemberton am 17. Mai meldete, er habe befohlen, Snyders Bluff aufzugeben, beurteilte Johnston die Aufgabe des Schlüsselgeländes für die Verteidigung Vicksburgs richtig: Die folgende Belagerung der Stadt musste mit dem Verlust Vicksburgs und der eingeschlossenen Mississippi-Armee enden. Er befahl Pemberton deshalb am selben Tag zum ersten Mal, nach Nordosten auszubrechen, wenn es nicht bereits zu spät sei.
Johnston hielt Pemberton über seine Anstrengungen, ihn zu entsetzen, auf dem Laufenden. Johnstons Truppen waren Ende Mai auf ungefähr 15.000 Mann angewachsen. Ein Angriff nach Vicksburg schied jedoch für ihn aus, da Grants Truppen, die ausschließlich zur Abwehr eines solchen Angriffs eingesetzt waren, zunächst gleich stark, später sogar überlegen waren. Johnston forderte Pemberton am 29. Mai erstmals auf, ihm entgegenzukommen. Seine sich immer wiederholenden Forderungen nach einem gemeinsamen Operationsplan beantwortete Pemberton am 21. Juni. Johnston sagte Pemberton am 22. Juni zu, in zwei bis drei Tagen anzutreten, auch wenn seine Kräfte nur zwei Drittel der von Pemberton vorgeschlagenen Mindeststärke umfassten. Tatsächlich teilte Johnston Pemberton am 3. Juli mit, er werde am 7. Juli angreifen. Die ersten Bewegungen begannen am noch am selben Tag und erreichten am 4. Juli den Big Black. Ziel dieses Angriffes war ausschließlich die Rettung der kampfkräftigen Teile – ungefähr 20.000 Mann – der Garnison. Nach der Kapitulation war weiteres Vorgehen gegen einen überlegenen Gegner sinnlos und Johnston wich kämpfend auf Stellungen bei Jackson aus.

#### Strategische Bewertung
Generalmajor Grant hatte sich nach den Fehlschlägen während des ersten Vicksburg-Feldzuges gegen den Rat der Generale Sherman und McPherson entschlossen, den Mississippi südlich Vicksburg zu überqueren. Nach dem Übergang über den Mississippi hatte er sich alle Alternativen offen gelassen. Seine favorisierte Planung war, Entlastungsangriffe für Vicksburg aus Osten abzuriegeln und Vicksburg mit der Tennessee-Armee zu nehmen. Dass Banks nicht in der Lage war, dem eigenen Tempo zu folgen, war Grant recht – denn bei einem gemeinsamen Vorgehen beider Armeen, wie es der Präsident gerne gesehen hätte, wäre er der Dienstjüngere gewesen und Banks hätte den Oberbefehl über den Feldzug gehabt.
Die Tennessee-Armee marschierte, unterstützt durch die erfolgreichen Ablenkungsmanöver Griersons und Shermans, innerhalb von 17 Tagen mehr als 180 Meilen und kämpfte und gewann fünf Gefechte und Schlachten jeweils gegen einzelne Teile der Mississippi-Armee. Das Zusammenfassen der konföderierten Truppen hätte Pemberton und später Johnston auf eine annähernd gleiche Truppenstärke wie die der Union gebracht. Bei eigenen Verlusten von 4300 Gefallenen, Verwundeten und Vermissten fügte Grant den Konföderierten 7200 Soldaten Verluste zu.
Johnston hatte bereits 1862 den Präsidenten gebeten, zu entscheiden, welcher Bundesstaat – Tennessee oder Mississippi – gehalten werden sollte. Da für die Verteidigung beider Staaten die Kräfte zu gering waren, könne kein Soldat diese Entscheidung treffen. Auch Johnstons Vorschlag, Teile der mehr als 50.000 Mann starken Armee westlich des Mississippi Pemberton zu unterstellen und damit zunächst Grant zu schlagen und anschließend Missouri zurückzuerobern, lehnte Jefferson Davis ab.
Die kategorische Absage General Lees, Truppen vom östlichen Kriegsschauplatz zur Verstärkung der Mississippi-Armee abzugeben, und das zögerliche Abtreten von Truppen durch General Beauregard zeigen, dass ein eventueller Verlust Vicksburgs gegenüber den übrigen Vorhaben als nicht so entscheidend eingestuft wurde. Die ständigen Versprechungen Davis‘ an Pemberton, er werde Verstärkungen schicken, wirkten kontraproduktiv zu den Bemühungen Johnstons, zumindest die Garnison zu retten, weil sie Pemberton im Glauben ließen, die Stadt sei zu halten. Der Vorwurf an Johnston, ein früherer Entsatzversuch, auch mit stark unterlegenen Kräften, hätte Vicksburg gerettet, ist rein spekulativ. Nach der herrschenden militärischen Lehre Jominis hat Johnston richtig gehandelt. Sicherlich gab es viele Fehler, die die Befehlshaber vor Ort gemacht hatten und die in ihrer Gesamtheit zum Fall von Vicksburg führten, aber einer der größten Fehler war der Glaube führender Persönlichkeiten der Konföderation, den Mississippi durch das Halten einiger befestigter Orte für die Union sperren zu können. In der Folge waren die Besatzungen dieser befestigten Orte jeweils der Tennessee-Armee unterlegen und durch Belagerungsoperation einfach zu besiegen. Und ein weiterer entscheidender Faktor für die Niederlage der Konföderierten war der Oberbefehlshaber der Tennessee-Armee – der seinen Gegenspieler Johnston an Führungskunst übertraf.
Der erfolgreiche Abschluss des zweiten Vicksburg-Feldzuges war nach Meinung mancher Historiker der wichtigste strategische Sieg der Union. Die Bedeutung der konföderierten Niederlage war jedoch primär politischer und psychologischer und nicht militärischer Natur. Für Lincoln war die Wiederöffnung des Mississippi für Waren aus dem „Alten Nordwesten“ ein großer politischer Triumph, der garantierte, dass die Bevölkerung in Staaten wie Illinois und Iowa weiter den Kriegskurs des Präsidenten unterstützte. Davis dagegen hatte seit Herbst 1862 immer wieder betont, wie wichtig die Verteidigung der Stadt für die Konföderierten war, was den letztendlichen Verlust zu einer schweren Niederlage für die konföderierte Propaganda machte. Verstärkt wurde dieser moralische Tiefschlag noch durch die einen Tag vorher stattgefundenen Niederlage Lees bei Gettysburg. Nach den beiden Niederlagen war klar, dass der Hoffnung auf Anerkennung der Konföderation durch europäische Staaten der Gnadenstoß gegeben worden war.
Trotz der vorgeblichen Bedeutung Vicksburgs als Scharnier der Konföderation fiel die Konföderation nach dem Fall von Vicksburg nicht auseinander. Zwar war die Konföderation nun in zwei Teile geteilt, doch waren die Verbindungen zwischen beiden Teilen schon zuvor nicht besonders eng gewesen, nicht zuletzt aufgrund der schwachen Transportinfrastruktur des Südens. Auch war es der Union nicht möglich, den Fluss durchgängig zu kontrollieren, sodass die Überquerung auch danach immer noch möglich blieb. Militärisch befand sich Grants Armee nach seinem Sieg außerdem im Abseits, ohne irgendwelche lohnende Ziele in Reichweite. Der Militärhistoriker Donald Stoker sieht es deswegen auch als strategischen Fehler der Union an, die Öffnung des Mississippi gegenüber dem Vorstoß in Tennessee zu priorisieren. Die militärische Bedeutung des Feldzuges bestand insgesamt weniger darin, dass die Südstaatler Vicksburg verloren, sondern in ihren Verlusten während des Feldzuges. Die Kapitulation von Pembertons Feldarmee beendete den „Zweifrontenkrieg“ (Mississippi und Tennessee) auf dem westlichen Kriegsschauplatz und ermöglichte es dem Norden, Grants Armee nach Tennessee zu verlegen, wo sie an der Schlacht von Chattanooga, dem Atlanta-Feldzug und Shermans Marsch zum Meer teilnahm. Auf konföderierter Seite dagegen verschwand ein Großteil von Pembertons Armee oder ging auf die Westseite des Mississippi und kämpfte dort auf einem strategisch nebensächlichen Kriegsschauplatz. Nur für rund 8.000 Mann lässt sich nachweisen, dass sie später in der konföderierten Tennessee-Armee bei Chattanooga oder Atlanta kämpften.
Für Generalmajor Grant war Vicksburg das Sprungbrett für seine Karriere zum Oberbefehlshaber des US-Heeres 1864.
Am 8. Juli gelang es schließlich Banks mit Port Hudson den letzten der Konföderation verbliebenen Stützpunkt am Mississippi einzunehmen. Erst dadurch war die Kontrolle über den Mississippi vollständig und der strategische Nutzen des Sieges bei Vicksburg gesichert.
Der Nationalfeiertag, auf den die Kapitulation fiel, wurde in Vicksburg erst wieder 1944 gefeiert.

## Verfilmungen
- Der letzte Befehl (1959)